# Шаховское (Липецкая область)
Шаховское — упразднённая деревня в Данковском районе Липецкой области России. На момент упразднения входила в состав Плаховского сельсовета (в настоящее время территория Воскресенского сельсовета). Исключена из учётных данных в 2001 г.

## География
Располагалась к востоку от реки Птань, на расстоянии примерно 4,5 километра (по прямой) к востоку от села Плахово.

## История
Деревня упразднена постановлением главы администрации Липецкой области от 09 июля 2001 года № 110.